# Gornosawodsk (Sachalin)
Gornosawodsk (russisch Горнозаво́дск) ist ein Dorf in der Oblast Sachalin (Russland) mit 3711 Einwohnern (Stand 1. Oktober 2021).

## Geographie
Das Dorf liegt an der Südwestküste der Insel Sachalin Sachalin, etwa 80 Kilometer (Luftlinie) südwestlich der Oblasthauptstadt Juschno-Sachalinsk. Der Ort zum gehört Rajon Newelsk, dessen Verwaltungszentrum, die Stadt Newelsk, gut zehn Kilometer entfernt in nördlicher Richtung liegt.
Gornosawodsk erstreckt sich von der Küste mehrere Kilometer das Tal des Flüsschens Lopatinka aufwärts.

## Geschichte
Der Ort wurde vor 1905 gegründet, als der Südteil der Insel Sachalin unter gemeinsamer russisch-japanischer Verwaltung stand. Er nannte sich Naihoro (jap. 内幌町, -chō), abgeleitet von den Ainu-Wörtern für „tiefes Tal“. Von 1905 bis 1945 gehörte Naihoro nach dem Vertrag von Portsmouth, welcher den Russisch-Japanischen Krieg 1904–1905 beendete zu Japan. Im Ergebnis des Zweiten Weltkrieges kam die Stadt wieder zur Sowjetunion und erhielt 1947 unter dem heutigen Namen sowjetisches Stadtrecht (russisch etwa für Bergwerksstadt, in Bezug auf die Steinkohlenförderung).
Nachdem die Einwohnerzahl bereits seit den 1950er Jahren kontinuierlich und in den 1990er Jahren erheblich gesunken war, verlor Gornosawodsk 2004 den Stadtstatus und ist seither ländliche Siedlung.

### Bevölkerungsentwicklung
| Jahr | Einwohner |
| ---- | --------- |
| 1941 | 10.957    |
| 1959 | 11.250    |
| 1970 | 9.283     |
| 1979 | 8.649     |
| 1989 | 9.070     |
| 2002 | 6.051     |
| 2010 | 4.389     |
| 2021 | 3.711     |

Anmerkung: Volkszählungsdaten

## Wirtschaft und Infrastruktur
Nachdem der Steinkohlebergbau in den 1990er Jahren zum Erliegen kam, gibt es heute nur noch in geringem Umfang Baumaterialienwirtschaft. Außerdem beschäftigt sich die Bevölkerung mit Fischfang und Pelztierjagd im praktisch unbesiedelten Hinterland des Ortes, in Richtung der Südspitze Sachalins.
Der Ort liegt an der entlang der Westküste der Insel verlaufenden schmalspurigen Eisenbahnstrecke (Kapspur 1067 mm) Iljinsk–Schebunino (Station Schachta-Sachalinskaja). Durch den Ort führt die Regionalstraße R496, die ebenfalls entlang der Westküste von Cholmsk in südlicher Richtung über Newelsk nach Schebunino verläuft.